# Hashem Beikzadeh
Hashem Beikzadeh (Shiraz, 22 januari 1984) is een Iraans voetballer, die speelt voor Esteghlal FC in de Iran Pro League, het hoogste niveau in Iran. Hij speelt als middenvelder.

## Clubcarrière
Beikzadeh werd opgeleid in de jeugdelftallen van de club Fajr Sepasi en haalde het eerste elftal in het seizoen 2005/06. Na drie jaar ging hij voor Esteghlal spelen, ook in zijn eigen land. Voor deze club speelde hij het eerste seizoen niet veel wedstrijden, maar ze werden wel landskampioen in de Iran Pro League. In 2009/10 speelde hij 24 wedstrijden in de competitie en daarna vertrok hij voor twee jaar naar Sepahan FC. In twee jaar speelde hij 50 wedstrijden in de competitie en werd hij nog twee keer kampioen van Iran. Na twee jaar keerde hij terug naar Esteghlal, waar hij in zijn eerste jaar weer landskampioen werd.

## Statistieken
| Seizoen | Club        | Land          | Competitie      | Wed. | Goals |
| ------- | ----------- | ------------- | --------------- | ---- | ----- |
| 2004/05 | Fajr Sepasi | Vlag van Iran | Iran Pro League | 1    | 0     |
| 2005/06 | Fajr Sepasi | Vlag van Iran | Iran Pro League | 28   | 3     |
| 2006/07 | Fajr Sepasi | Vlag van Iran | Iran Pro League | 24   | 5     |
| 2007/08 | Fajr Sepasi | Vlag van Iran | Iran Pro League | 25   | 6     |
| 2008/09 | Esteghlal   | Vlag van Iran | Iran Pro League | 18   | 1     |
| 2009/10 | Esteghlal   | Vlag van Iran | Iran Pro League | 27   | 0     |
| 2010/11 | Sepahan     | Vlag van Iran | Iran Pro League | 30   | 1     |
| 2011/12 | Sepahan     | Vlag van Iran | Iran Pro League | 26   | 0     |
| 2012/13 | Esteghlal   | Vlag van Iran | Iran Pro League | 29   | 1     |
| 2013/14 | Esteghlal   | Vlag van Iran | Iran Pro League | 4    | 0     |
| Totaal  |             |               |                 | 212  | 17    |

## Interlandcarrière
In augustus 2006 debuteerde Beikzadeh voor het nationale elftal van Iran tijdens een vriendschappelijke wedstrijd tegen de Verenigde Arabische Emiraten. Vervolgens werd hij in 2007 opgeroepen om mee te doen aan het West Asian Football Federation Championship 2007. Dit toernooi werd door Iran gewonnen, door in de finale Irak te verslaan. Beikzadeh maakte in de finale het winnende doelpunt.

## Erelijst
- Iran Pro League
  - 2008/09 met Esteghlal
  - 2010/11 met Sepahan
  - 2011/12 met Sepahan
  - 2012/13 met Esteghlal
- West Asian Football Federation Championship
  - 2007 met Iran